# Unna-Serrojaure
Unna-Serrojaure är en sjö i Gällivare kommun i Lappland och ingår i Kalixälvens huvudavrinningsområde. Sjön har en area på 0,377 kvadratkilometer och ligger 514 meter över havet. Unna-Serrojaure ligger i Sjaunja Natura 2000-område.

## Delavrinningsområde
Unna-Serrojaure ingår i det delavrinningsområde (750463-165771) som SMHI kallar för Utloppet av Stuor-Serrojaure. Medelhöjden är 610 meter över havet och ytan är 20,61 kvadratkilometer. Det finns inga avrinningsområden uppströms utan avrinningsområdet är högsta punkten. Serrojåkka som avvattnar avrinningsområdet har biflödesordning 2, vilket innebär att vattnet flödar genom totalt 2 vattendrag innan det når havet efter 358 kilometer. Avrinningsområdet består mestadels av skog (54 procent), sankmarker (15 procent) och kalfjäll (19 procent). Avrinningsområdet har 1,58 kvadratkilometer vattenytor vilket ger det en sjöprocent på 7,6 procent.